# NGC 887
NGC 887 في الفهرس العام الجديد، هي مجرة، تقع في كوكبة قيطس. اكتشفت في 30 ديسمبر 1785 بواسطة ويليام هيرشل.

## روابط خارجية
- NGC 887 على موقع ويكي سكاي: DSS2, SDSS, GALEX, IRAS, Hydrogen α, X-Ray, Astrophoto, Sky Map, Articles and images